# Dobrut
Dobrut [ˈdɔbrut] est un village polonais de la gmina de Orońsko, du powiat de Szydłowiec et dans la voïvodie de Mazovie dans le centre-est de la Pologne.
Il se situe à environ 2 kilomètres au sud d'Orońsko, à 12 kilomètres au nord-est de Szydłowiec et à 102 kilomètres au sud de Varsovie. 

Le village compte approximativement 370 habitants en 2006.